# Ordine della Stella d'Africa
L'Ordine della Stella d'Africa è un ordine cavalleresco della Liberia.

## Storia
L'Ordine della Stella d'Africa venne fondato nel 1920 per ricompensare quanti, liberiani e non, si fossero distinti al servizio della Repubblica di Liberia o in generale per grandi meriti verso tutta l'Africa, nei campi delle arti e delle scienze.

## Classi
L'Ordine dispone delle seguenti classi di benemerenza:
- Cavaliere di Gran Croce
- Grand'Ufficiale
- Commendatore
- Ufficiale
- Cavaliere

## Insegne
- La medaglia è composta da una stella a nove punte ciascuna con una linea centrale smaltata d'oro e altre due al lato. La stella a nove punte è raggiante agli angoli di ogni suo braccio in oro con una stella a cinque punte smaltata di blu. Al centro della stella a nove punte si trova un medaglione in oro che riporta le lettere "LR" (Liberian Republic) in corsivo e la data "1920", il tutto attorniato da un anello smaltato d'azzurro con in oro le parole: "THE LOVE OF LIBERTY BROUGHT US HERE" ("L'amore per la libertà ci ha condotto sin qui"). Sul retro, il medaglione centrale riporta una figura femminile che porta una stella raggiante, circondata da un anello smaltato di rosso con le parole "LIGHT IN DARKNESS" ("Luce nelle tenebre"). La medaglia è sostenuta al nastro tramite una corona d'alloro in oro.
- La stella riprende le medesime decorazioni della medaglia, ma senza la corona d'alloro di sostegno.
- Il nastro è blu con una striscia rossa in mezzo.